# Gare des Salins-d'Hyères
La gare des Salins-d'Hyères est une ancienne gare ferroviaire française de la ligne de La Pauline-Hyères aux Salins-d'Hyères, située aux Salins-d'Hyères sur le territoire de la commune d'Hyères, dans le département du Var en région Provence-Alpes-Côte d'Azur.
Elle est mise en service en 1876 par la Compagnie des chemins de fer de Paris à Lyon et à la Méditerranée (PLM).
En 1940, elle est fermée au service des voyageurs et en 1987 à celui des marchandises. Depuis 1989, elle est située sur un tronçon déclassé de la ligne.

## Situation ferroviaire
Établie à 2 mètres d'altitude, la gare des Salins-d'Hyères était située au point kilométrique (PK) 18,424 de la ligne de La Pauline-Hyères aux Salins-d'Hyères (voie unique), entre la gare de La Plage-d'Hyères  (fermée) et le butoir de bout de ligne au PK 18,585. Elle est sur un tronçon déclassé du PK 14,360 à la fin de la ligne.

## Histoire
La station des Salins-d'Hyères est mise en service le 10 juillet 1876 par la Compagnie des chemins de fer de Paris à Lyon et à la Méditerranée (PLM), lorsqu'elle ouvre à l'exploitation la section de Hyères aux Salins-d'Hyères de son embranchement d'Hyères.

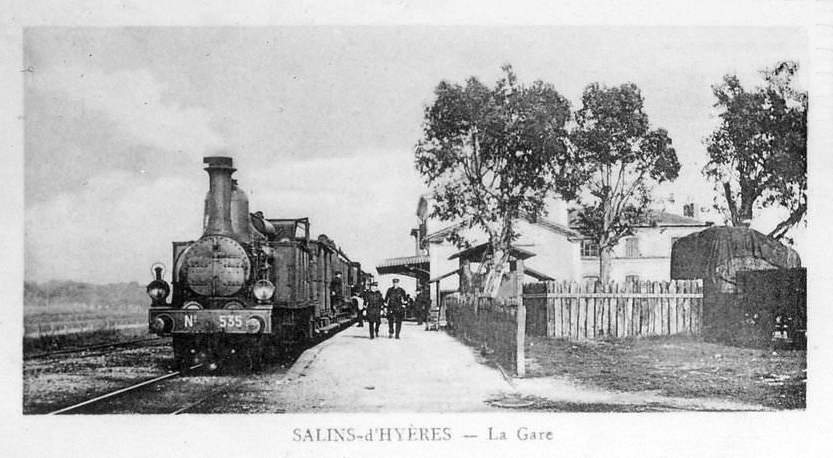
Desserte de la gare au début des années 1900.

La gare est officiellement fermée au service des voyageurs le 24 mai 1940, lors de la fermeture de la totalité de la ligne à ce service. 
Le service des marchandises et l'arrêt de toutes les circulations a lieu le 1er décembre 1987 lors de la fermeture de la section d'Hyères aux Salins-d'Hyères à ce service.

## Patrimoine ferroviaire
L'ancien bâtiment voyageurs n'est plus là. La résidence "Rivage" par Cogedim remplace l'ancienne gare.